# 安尼·卡浦爾
安尼·卡浦爾（1956年12月24日—）生于印度孟買，是印度寶萊塢男演員和製片人。卡普爾是現今印度其中一位最受歡迎的男演員之一，並曾兩度贏得印度國家電影獎及六次榮獲印度电影观众奖的奬項。
除此之外，他亦是印度最具國際知名度的演員之一。卡浦爾首部國際電影是獲得2009年奥斯卡最佳影片奖的《貧民百萬富翁》。他也在美国电视剧《24》的第八季演出。
安尼·卡浦爾是印度演藝世家卡浦爾家族的成員之一：他父親Surinder和哥哥博尼·卡浦爾均是是一名电影製片人；而知名女星詩麗黛瑋則是他的大嫂。他的長女索娜姆是一名女演員、二女兒莉亞是一名製片人、而兒子Harshvardhan則是一名演員。雖姓氏相同，但他和印度另一演藝世家卡浦爾家族並沒有親屬關係。

## 外部連結
- 安尼·卡浦爾在互联网电影资料库（IMDb）上的資料（英文）